# Dieter Kalka
Pour les articles homonymes, voir Kalka (homonymie).
Dieter Kalka, né le 25 juin 1957 à Altenbourg, est un poète, romancier et chanteur allemand.

## Biographie
Après avoir étudié l’électronique et les mathématiques, il fonde le groupe folklorique Feuertanz (La danse du feu) et, en 1984, Dieters Frohe Zukunft (L'avenir joyeux de Dieter). Il traduit de la poésie polonaise. Il écrit des paroles pour des chansons et aussi des pièces de théâtre. Il est l'auteur de 9 livres.
Il joue le bandonéon comme un chansonnier, continuant dans la lignée de Villon et Brecht, les traditions romantiques des chansons folkloriques allemandes et le cabaret des années 1920.
Dieter Kalka a occasionnellement chanté ses propres compositions d'après des textes d'Apollinaire et de Villon, à qui il a aussi dédié sa chanson Pour François (« François, ta vieille ombre sur ma porte de derrière, quand je pars, tu cours après moi). »

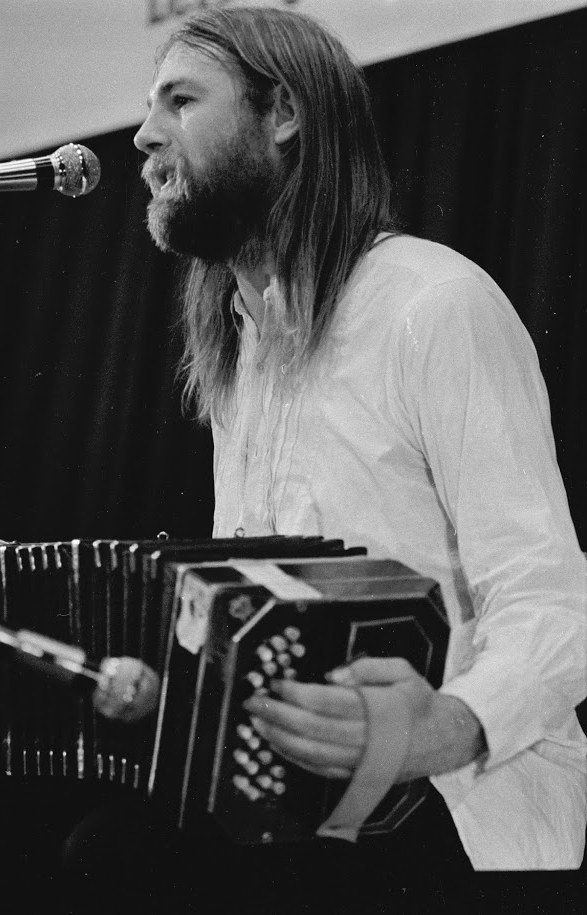
Dieter Kalka

## Liste des œuvres

### Chansons
- 1982 : Meuselwitzer Lieder
- 1984 : Der Bauernmarkt von Klein-Paris, (avec Dieters Frohe Zukunft)
- 1985 : Das utopische Festival
- 1988 : Noch habe ich die FREIHEIT zu lieben[3]
- 1989 : Sonnen-Wende

### Bibliographie

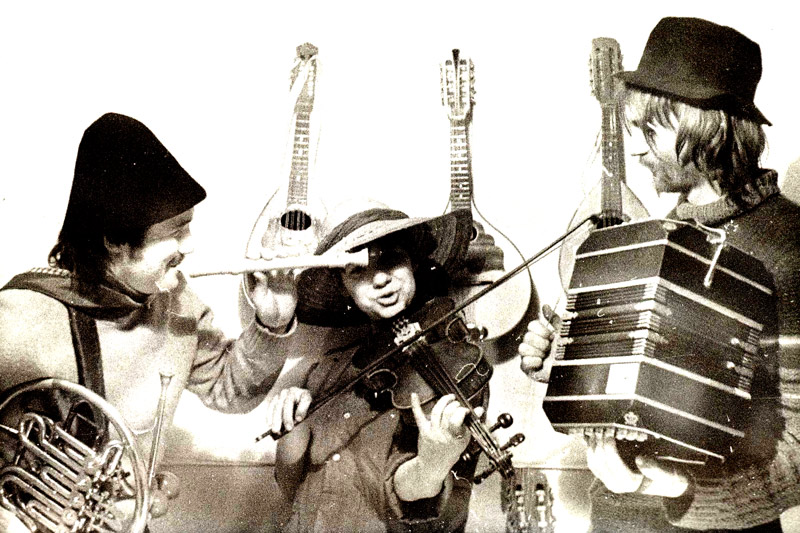
Dieters Frohe Zukunft, 1984

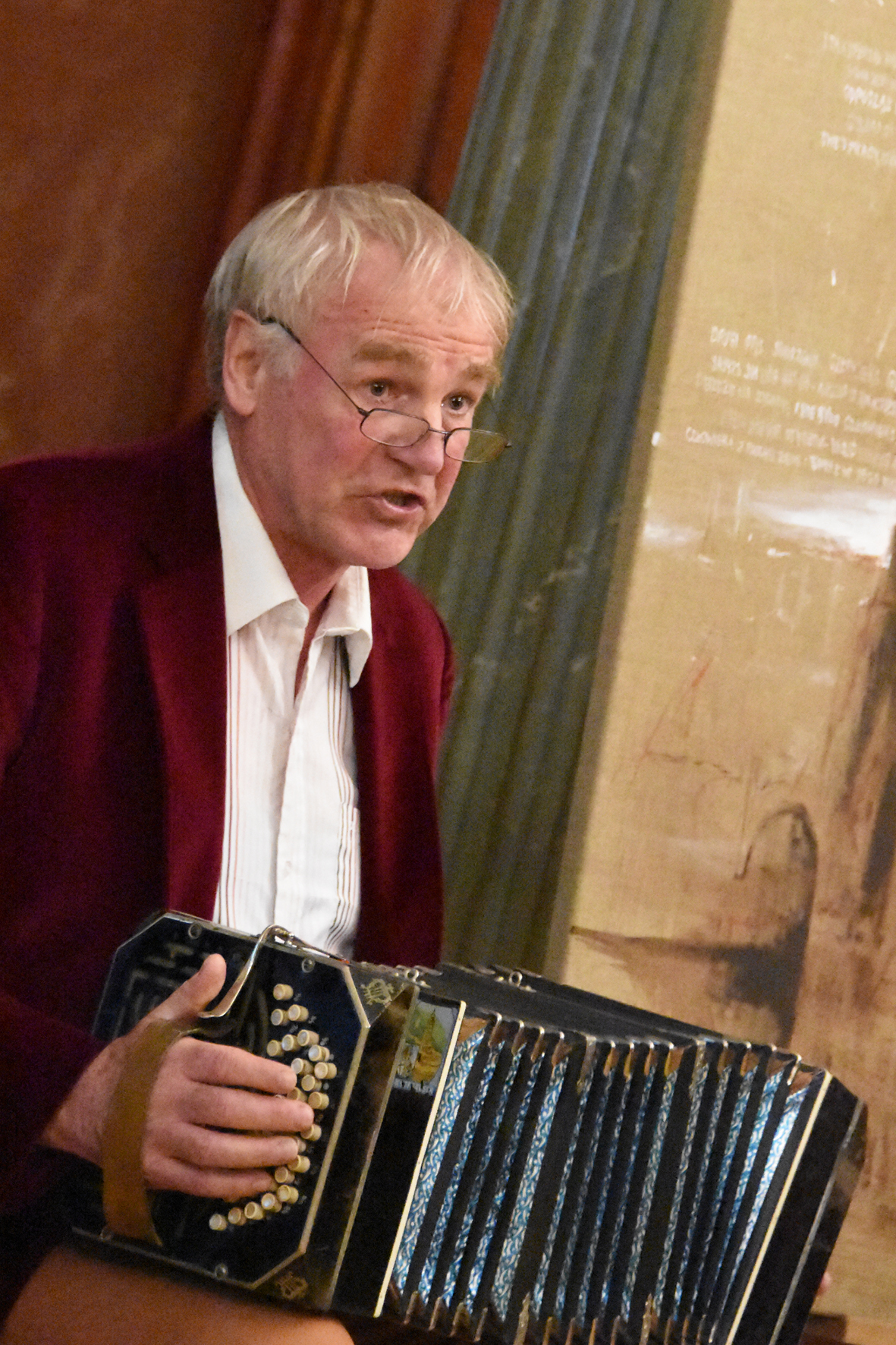
Dieter Kalka, Poznań, 2018.

### Discographie
- 1988 : Noch habe ich die Freiheit zu lieben. Magnitisdat, Leipzig.
- 1998 : Uferlose Wälder, CD[7].
- 2000 : Njabaczny Mur/Die unsichbare Mauer, Minsk (Viktor Schalkewitsch, Ales Kamocki, Szymek Zychowicz et Dieter Kalka)
- 2017 : Chance For The Link Of A Chain, DICE et un invité Dieter Kalka au bandonéon[8]
- 2018 : Leipziger Liederszene der 1980er Jahre, DVD/CD/livre, editeur[9].